# HESA Shafaq
HESA Shafaq або Shafagh (перс. هواپیمای شفق, «Сутінки» або «Аврора») — іранський проєкт дозвукового малопомітного літака, що розробляється Іранською авіабудівною промисловою компанією (HESA).

## Розробка
Згідно з повідомленнями, Shafaq буде дозвуковим літаком, але це може бути змінено. Крім того, іранські офіційні особи повідомили, що Shafaq матиме обшивку з радіолокаційного поглинаючого матеріалу. 
Цей двомісний навчально-штурмовий літак, схоже, базується на російсько-іранському «Проєкті Інтеграл»  і оснащений російськими катапультованими кріслами. Як повідомляється, планується виробництво трьох версій - однієї двомісної навчально-бойової версії та двох одномісних винищувачів-бомбардувальників.
За даними Організації аерокосмічної промисловості, льотні випробування літака планувалося провести протягом 2017 року. Літак має здвоєне вертикальне оперення з нахилом назовні. Такий тип хвостового оперення став улюбленою аеродинамічною особливістю іранських конструкторів ще з часів розробки іранської версії літака Northrop F-5, яка була перероблена з використанням зворотного інжинірингу. 

## Технічні характеристики

### Загальні характеристики
- Екіпаж: 1 або 2
- Довжина: 10,84 м (35 футів 7 дюймів)
- Розмах крил: 10,45 м (34 фути 3 дюйми)
- Висота: 4,26 м (14 футів 0 дюймів)
- Порожня вага: 4 361 кг (9 614 фунтів)
- Максимальна злітна вага: 6 900 кг (15 212 фунтів)
- Силова установка: 1 × турбовентиляторний двигун РД-33 Клімова, тяга 50 кН (11 000 фунтів сили)

### ТТХ
- Службова стеля: 16 780 м (55 050 футів)
- Швидкість набору висоти: 110 м/с (22 000 футів/хв)

### Озброєння
- Ракети: Ракети Sattar, Shahbaz або Fatter